# Alexeï Oulioukaïev
Alexeï Valentinovitch Oulioukaïev (en russe : Алексе́й Валенти́нович Улюкаев), né le 23 mars 1956 à Moscou (URSS), est un économiste homme politique russe. Il est ministre du Développement économique entre 2013 et 2016.
Il a le grade civil de conseiller d'État effectif de la fédération de Russie de 1re classe.

## Biographie
Il est diplômé d'un doctorat en économie de l'université Pierre-Mendès-France - Grenoble.
Il est arrêté en novembre 2016, accusé d'avoir extorqué 2 millions de dollars au directeur général de Rosneft, Igor Setchine, en échange de son accord pour acquérir le groupe pétrolier Bashneft. Alexeï Oulioukaïev affirme pour sa part qu'il s'agit d'une « dénonciation mensongère » ainsi qu'un règlement de comptes, ayant voulu contrecarrer les plans du dirigeant d'entreprise, très proche du président Vladimir Poutine ; le ministre avait en effet critiqué publiquement le programme de privatisation de Bashneft, notamment son opacité, ce qui équivalait, explique Le Figaro, à un acte « suicidaire ». Il est le premier ministre de la période post-soviétique à être arrêté en fonction.
En décembre 2017, la justice russe le condamne pour corruption à huit ans de prison et 1,9 million d'euros d'amende. Il fait appel. Cette décision est analysée[Par qui ?] comme l'expression du soutien du pouvoir à l'égard des « siloviki » (dont Igor Setchine), les faucons défendant une ligne dure à l'égard de l'Occident et des opposants russes, alors qu'Alexeï Oulioukaïev, plus libéral, avait reçu fin 2016 le soutien public de la communauté russe des affaires.

## Source
- (en) Cet article est partiellement ou en totalité issu de l’article de Wikipédia en anglais intitulé « Alexey Ulyukaev » (voir la liste des auteurs).